# 二十七人の漂流者
『二十七人の漂流者』（にじゅうしちにんのひょうりゅうしゃ、Seven Waves Away）は、1957年に公開されたイギリスの映画。
リチャード・セイルによる1938年の短編小説を基に、彼自身が脚本と監督を務め映画化した作品である。出演者はタイロン・パワーなど。

## あらすじ
ある豪華客船が大西洋上で機雷にふれて沈没した。生き延びた人々は1隻の救命ボートに移るが、嵐が迫る中で多くの人が乗りこんだことから、このままでは全員が助からない。
ボートのリーダーとなった一等航海士のアレック・ホームズは、ボートに乗るフランクの言葉から強者や未来ある者を残し、弱者は海中に降り犠牲になってもらうという苦渋の決断をすることとなる。

## キャスト
※括弧内は日本語吹替（初回放送1970年8月29日『土曜映画劇場』）
- アレック・ホームズ：タイロン・パワー（山内雅人）
- ジュリー・ホワイト：マイ・ゼッタリング（今井和子）
- フランク・ケリー：ロイド・ノーラン（大木民夫）
- ウィル・マッキンリー：スティーヴン・ボイド（細井重之）
- エディス・ミドルトン：モイラ・リスター（翠準子）
- クッキー：ジェームズ・ヘイター（天草四郎）
- ドロシー・クヌドソン：メアリー・ローア
- ウィートン氏：フィンレイ・カリー
- スパークス：ジョン・ストラットン
- ウィリー・ホーキンス：ビクター・マーデルン
- ジョン・メリット：ゴードン・ジャクソン